# Єлизаветинка (Ленінградська область)
Єлизаветинка (рос. Елизаветинка) — присілок у Всеволожському районі Ленінградської області Російської Федерації.
Населення становить 1451 особу. Належить до муніципального утворення Агалатовське сільське поселення.

## Історія
Від 1 серпня 1927 року належить до Ленінградської області.

## Населення
| 1848 | 1862  | 1885 | 1896 | 1905 | 1926 | 1958 |
| ---- | ----- | ---- | ---- | ---- | ---- | ---- |
| 379  | ↘230  | ↘196 | ↗482 | ↘400 | ↘292 | ↘122 |
| 1997 | 2002  | 2007 | 2010 | 2011 | 2012 | 2013 |
| ↗480 | ↘344  | ↗355 | ↗362 | ↘358 | ↗370 | ↗373 |
| 2014 | 2017  |      |      |      |      |      |
| ↘372 | ↗1451 |      |      |      |      |      |